# ウリジル酸
ウリジル酸（ウリジルさん、uridylic acid）は、ヌクレオチド構造を持つ有機化合物の一種である。ウリジン一リン酸 (uridine monophosphate) とも呼ばれ、UMPと略される。UMPはウラシル、五炭糖のリボース、1つのリン酸より構成されており、リン酸とウリジン（ヌクレオシド）との間でリン酸エステルが形成されている。リン酸エステルの位置により、2'-体、3'-体、5'-体が知られる。5'-体は RNA の部分構造としてあらわれ、その二ナトリウム塩はうま味調味料として用いられる。

## ピリミジン塩基の生合成
ピリミジン塩基の生合成は、ウリジル酸（UMP）を中間体としており、他のピリミジンヌクレオシド/ヌクレオチド類はウリジンのピリミジン環が酵素的に修飾することで、メチル基ないしはアミノ基が置換されて生成する。すなわち、酵素による修飾は可逆的に進行するのでピリミジン塩基はウリジル酸を中心に相互変換される。
生体内では、ウリジル酸はグルタミン由来のカルバモイルリン酸がアスパラギン酸のα位に導入されたカルバモイルアスパラギン酸を出発物質とし、カルバモイル基とアスパラギン酸のγ位カルボキシル基が6員環を脱水的に閉環してジヒドロオロチン酸が生成する。次いでデヒドロゲナーゼにより脱水素されてオロチン酸（ピリミジンカルボン酸類）が生成する。これがホスホリボシル化されてオロチジル酸（ヌクレオチド）となりピリミジンに置換していたカルボキシル基が脱炭酸することでウリジル酸が産生される。
シチジン三リン酸(CTP)はUMPからウリジン三リン酸（UTP）を経由して、これがアミノ化されることで生成する。
また、チミジル酸(dTMP)はUMPからデオキシウリジン一リン酸（デオキシウリジル酸）(dUMP)を経由して、これがメチル化されることで生成する。